# Arthrolips polypori
Arthrolips polypori là một loài bọ cánh cứng trong họ Corylophidae. Loài này được Fiori miêu tả khoa học đầu tiên năm 1915.